# Hybochaetodus obscurus
Hybochaetodus obscurus är en skalbaggsart som beskrevs av Gilbert John Arrow 1909. Hybochaetodus obscurus ingår i släktet Hybochaetodus och familjen Hybosoridae. Inga underarter finns listade i Catalogue of Life.